# Esquimalt—Saanich
Esquimalt—Saanich est une ancienne circonscription électorale fédérale de la Colombie-Britannique, représentée de 1953 à 1988.
La circonscription d'Esquimalt—Saanich a été créée en 1952 d'une partie de Nanaimo. Abolie en 1987, elle fut redistribuée parmi Esquimalt—Juan de Fuca et Saanich—Gulf Islands.

## Géographie
En 1952, la circonscription de Esquimalt—Saanich comprenait:
- La partie sud de l'île de Vancouver
- Les îles adjacentes

## Députés
1. 1953-1960 — George Pearkes, PC
2. 1961-1968 — George Chatterton, PC
3. 1968-1972 — David Anderson, PLC
4. 1972-1984 — Donald W. Munro, PC
5. 1984-1988 — Patrick Crofton, PC

- PC = Parti progressiste-conservateur
- PLC = Parti libéral du Canada